# Tia Mowry

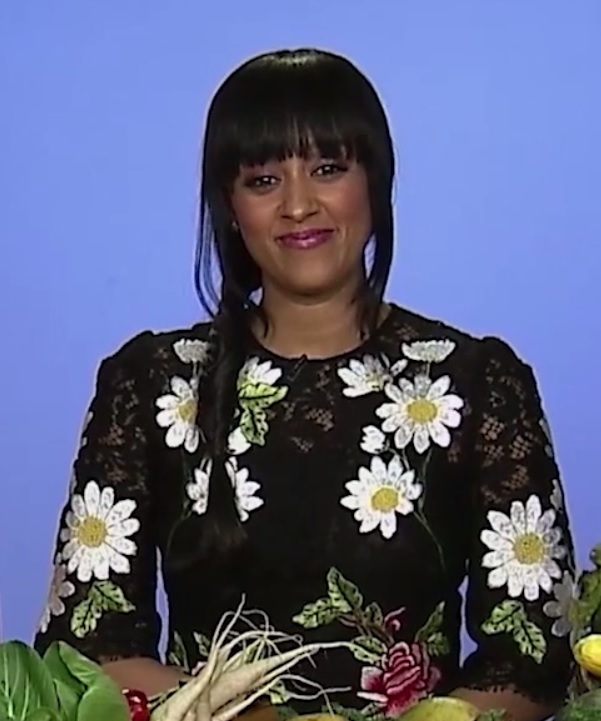
Tia Mowry, 2017

Tia Dashon Mowry (* 6. Juli 1978 in Gelnhausen, Hessen; ehemals Tia Dashon Mowry-Hardrict) ist eine US-amerikanische Schauspielerin.

## Leben
Tia Mowry wurde 1978 im hessischen Gelnhausen geboren als Tochter von Darlene und Timothy Mowry, welcher bei der US Army war. Ihre Zwillingsschwester Tamera Mowry sowie ihr jüngerer Bruder Tahj Mowry sind ebenfalls Schauspieler. Des Weiteren hat sie noch einen jüngeren Bruder. Ihr Cousin ist der NFL-Runningback Jameel Cook. Als ihr Vater einen Job im City of Glendale Police Department annahm, zog die Familie nach Kalifornien. Mowry hat durch ihren Vater englische Vorfahren. Die Vorfahren ihrer Mutter waren Afroamerikaner und stammten von den Bahamas.
Ihre Schullaufbahn absolvierte Tia Mowry an der Birmingham High School in Van Nuys. Nach ihrem Abschluss studierte sie Psychologie an der Pepperdine University in Malibu.
An Weihnachten 2006 verlobte sich Mowry nach sechsjähriger Beziehung mit dem Schauspieler Cory Hardrict. Die beiden heirateten im April 2008 in Kalifornien. Im Januar 2011 wurde die Schwangerschaft der Schauspielerin bekannt. Der gemeinsame Sohn kam Ende Juni 2011 zur Welt.

## Karriere
Tia Mowry und ihre Zwillingsschwester Tamera sammelten erste Erfahrungen in Talentschauen. Nachdem die Familie nach Los Angeles umgezogen war, bekamen die Schwestern kleinere Rollen und Rollen in Werbespots.
Allgemeine Bekanntheit erlangte Tia Mowry durch ihre Rolle in der Serie Sister, Sister. Dort spielte sie sechs Staffeln lang die Rolle der Tia Landry, einer Jugendlichen, die nach der Geburt von ihrer Zwillingsschwester (gespielt durch ihre Schwester Tamera) getrennt wurde. Nach der Serie war sie zeitweilig hauptsächlich in Filmen, darunter Hot Chick – Verrückte Hühner, Seventeen Again und Zwexies – Die Zwillingshexen sowie in dessen Fortsetzung aus dem Jahre 2007 zu sehen. Ab 2006 war sie in dem Spin-off zur Serie Girlfriends, The Game, als Melanie Barnett zu sehen. Im Mai 2012 kündigte Mowry an, nicht für eine sechste Staffel zur Serie zurückzukehren. Seit 2013 ist sie in der Nick-at-Nite-Serie Instant Mom zu sehen. Dort verkörpert sie die Rolle der Stephanie Philips.

## Filmografie (Auswahl)
- 1992: Alles total normal – Die Bilderbuchfamilie (True Colors, Fernsehserie, Folge 2x18)
- 1992: Full House (Fernsehserie, Folge 5x19)
- 1995: Grusel, Grauen, Gänsehaut (Are You Afraid of the Dark?, Fernsehserie, Folge 5x04)
- 1994–1999: Sister, Sister (Fernsehserie, 119 Folgen)
- 2000: Seventeen Again
- 2002: Hot Chick – Verrückte Hühner (The Hot Chick)
- 2005: Zwexies – Die Zwillingshexen (Twitches)
- 2005: Love, Inc. (Fernsehserie, 2 Folgen)
- 2006: Strong Medicine: Zwei Ärztinnen wie Feuer und Eis (Strong Medicine, Fernsehserie, Folge 6x19)
- 2006–2007: Girlfriends (Fernsehserie, 2 Folgen)
- 2006–2012: The Game (Fernsehserie, 99 Folgen)
- 2007: Zwexies – Die Zwillingshexen zum Zweiten (Twitches Too)
- 2010: Double Wedding
- 2012: Der große Weihnachtsauftritt (The Mistle-Tones)
- 2013–2015: Instant Mom (Fernsehserie, 65 Folgen)
- 2017: Nicky, Ricky, Dicky & Dawn (Fernsehserie, Folgen 3x23–3x24)
- 2017–2018: Me, Myself and I (Fernsehserie, 4 Folgen)
- 2018: Indivisible
- 2018: My Christmas Inn (Fernsehfilm)
- 2018: A Gingerbread Romance (Fernsehfilm)
- 2019: A Very Vintage Christmas (Fernsehfilm)
- 2019: Weihnachten mit Familienanhang (A Family Reunion Christmas, Fernsehfilm)
- 2019–2022: Familienanhang (Family Reunion, Fernsehserie, 44 Folgen)